# Hesperantha truncatula
Hesperantha truncatula är en irisväxtart som beskrevs av Peter Goldblatt. Hesperantha truncatula ingår i släktet Hesperantha och familjen irisväxter. Inga underarter finns listade i Catalogue of Life.